# Джеймі Герц
Джеймі Бет Герц (англ. Jami Beth Gertz; нар. 28 жовтня 1965) — американська акторка. Відома ролями в фільмах «Пропащі хлопці», «Брокер», «Менше нуля» та «Смерч», а також головними ролями в комедійних серіалах «Неслухняні батьки» (2002—2006) та «Сусіди» (2012) -2014).

## Життєпис
Народилася 1965 року в Парк-Ріджі, передмісті Чикаго, Іллінойс (США). 1983 року закінчила середню школу Maine East. Її батьками є Шерон та Волтер Герц, будівельник та підрядник. Також вона має двох братів. Джеймі Герц виросла у світській єврейській сім'ї, яка відвідувала синагогу консервативного юдаїзму United Synagogue Youth.
Герц проживає в Беверлі-Гіллз у Лос-Анджелесі, з чоловіком Ентоні Ресслером і трьома синами: Олівером Джорданом Ресслером (нар. 6 травня 1992), Ніколасом Сімоном Ресслером (нар. 17 лютого 1995) і Тео Ресслером (нар. 1998). Герц єврейка і сповідує консервативний юдаїзм.

## Кар'єра
Брала участь у талант-шоу Нормана Ліра, пізніше вивчала драму у Нью-Йоркському університеті. У 1981 році дебютувала в романтичному фільмі «Безкінечне кохання», за яким була роль у серіалі «Площа-орієнтир». У 1984 році з'явилася у молодіжному фільмі «Шістнадцять свічок». Першу помітну роль Герц виконала у фільмі «Менше нуля», де її персонажка — подруга наркомана. Також у 1987 році зіграла роль вампірки Стар у фільмі «Зниклі хлопці».
Після роботи в Парижі як дизайнерка Герц повернулася до США, де отримала роль у блокбастері «Смерч». У 1994 році вона з'явилася в епізоді серіалу «Сайнфелд». У 1997 році Герц періодично з'являлася в ролі лікарки Ніни Померанц в серіалі «Швидка допомога».
У 2000 році Герц з'явилася в кількох епізодах серіалу каналу Fox, «Еллі Макбіл». За цю роль вона була номінована на премію «Еммі» у категорії «Найкраща запрошена акторка у комедійному телесеріалі». У 2002 році Джеймі Герц повернулася у фінал серіалу як запрошена акторка. Також у 2002 році вона зіграла Джілду Раднер у фільмі «Gilda Radner: It's Always Something».
З 2002 до 2006 року Герц виконувала головну роль у ситкомі «Неслухняні батьки». 2005 року вона знялася в телефільмі «Попри всі перешкоди». У 2009 році з'явилася у кількох епізодах серіалу «Антураж». У 2011 році виступила як продюсерка фільму «Найкраще життя», номінованого на премію «Оскар».
З 2012 по 2014 рік Герц виконувала головну роль у ситкомі ABC «Сусіди».

## Фільмографія
- 1981 — На правильному шляху / On the Right Track — дівчина
- 1981 — Нескінченна любов / Endless Love — Петті
- 1984 — Алфавітне місто / Alphabet City — Софія
- 1984 — Шістнадцять свічок / Sixteen Candles — Робін
- 1985 — Шалопай / Mischief
- 1986 — Брокер / Quicksilver — Террі
- 1986 — Діти сонця / Solarbabies — Терра
- 1986 — Перехрестя / Crossroads — Френсіс
- 1987 — Менше нуля / Less Than Zero — Блер
- 1987 — Пропащі хлопці / The Lost Boys — Стар
- 1989 — Ренегати / Renegades — Барбара
- 1990 — Брати-сестри, суперники-суперниці / Sibling Rivalry — Дженні
- 1990 — Не говори їй, що це я / Don't Tell Her It's Me — Емілі
- 1992 — Дівчина з Джерсі / Jersey Girl — Тобі
- 1994 — Сайнфелд / Seinfeld — Джейн
- 1996 — Смерч / Twister — Мелісса
- 1997 — Швидка допомога / ER — лікарка Ніна Померанц (6 епізодів)
- 2000-2002 — Еллі Мак-Біл / Ally McBeal — Кіммі Бішоп (6 епізодів)
- 2006 — Не поступитися Штейнам / Keeping Up with the Steins — Джоанна Фідлер
- 2009-2010 — Антураж / Entourage — Марло Кляйн (5 епізодів)
- 2011 — Американська сімейка / Modern Family — Лаура
- 2016 — Це — ми / This Is Us — Марін Розенталь